# جوزيف كوريهارا
جوزيف كوريهارا (بالإنجليزية: Joseph Kurihara)‏ هو كاتب أمريكي، ولد في 1895، وتوفي في 26 نوفمبر 1965.